# ТЕС Аль-Ваджх
26°13′27″ пн. ш. 36°29′19″ сх. д. / 26.22417° пн. ш. 36.48861° сх. д.
ТЕС Аль-Ваджх — теплова електростанція на північному заході Саудівської Аравії.
Віддалені від основних індустріальних центрів саудійські поселення традиційно забезпечували електроенергією за рахунок теплових електростанцій на нафтопродуктах, які працювали у ізольованому від енергосистеми країни режимі. До таких, зокрема, відносилась ТЕС Аль-Ваджх, де в 2002-му запустили дві встановлених на роботу у відкритому циклі газові турбіни потужністю по 16,8 МВт. Крім того, діяли 10 генераторних установок на основі двигунів внутрішнього згоряння з сукупним показником у 30 МВт.
В 2009-му на майданчику змонтували газову турбіну потужністю 14,4 МВт, яка до того працювала на одній із мединських ТЕС.
В 2013/2014 станцію підсилили ще трьома газовими турбінами одиничною потужністю по 72,4 МВт. Таким чином, загальна потужність майданчику досягнула 289 МВт.